# Anax panybeus
Anax panybeus är en trollsländeart som beskrevs av Hagen 1867. Anax panybeus ingår i släktet Anax och familjen mosaiktrollsländor. IUCN kategoriserar arten globalt som livskraftig. Inga underarter finns listade i Catalogue of Life.